# Alexandra Dascalu
Alexandra Alina Dascalu, née le 17 avril 1991 à Palma de Majorque (Espagne), est une joueuse internationale française de volley-ball. Elle mesure 1,84 m et joue pointue.

## Biographie
Elle est la fille de Pompiliu Dascalu ancien joueur roumain et actuel entraineur de Terville-Florange et la sœur de Silvana Dascalu joueuse de volley-ball à Saint-Cloud Paris Stade français.
Elle évolue pour la saison 2017-2018 en D2 italienne, au sein du club de Baronissi, dans le sud de l'Italie.
| Club               | De        | À         |
| ------------------ | --------- | --------- |
| Nantes VF          | 2010-2011 | 2012-2013 |
| Vannes VB          | 2013-2014 | 2014-2015 |
| SF Paris St-Cloud  | 2015-2016 | 2017-2018 |
| Baronissi Volley   | 2018-2019 | 2018-2019 |
| Știința Bacău      | 2019      | 2019      |
| SF Paris St-Cloud  | 2020      | 2020      |
| Pałac Bydgoszcz    | 2020-2021 | 2020-2021 |
| TSV Guin           | 2021-2022 | 2021-2022 |
| VC Marcq-en-Barœul | 2022-2023 | en cours  |

## Palmarès

### Clubs
- Championnat de France de DEF:
  - Vainqueur : 2014
- Coupe de France Fédérale :
  - Finaliste : 2014

### Distinctions individuelles
- 2017-2018 : Ligue A — Meilleure serveuse.

## Équipe nationale
- Équipe de France Jeune - 2007/2010
- Équipe de France Sénior - 2011-...

## Note et référence
1. ↑  « Alexandra Dascalu en Italie », sur lequipe.fr, L'Équipe, 7 juillet 2018 (consulté le 8 juillet 2018).